# Combat Flight Simulator 2
Combat Flight Simulator 2: WWII Pacific Theater, ook wel Combat Flight Simulator 2 genoemd, is een vluchtsimulatiespel dat werd ontwikkeld door Microsoft Game Studios en uitgebracht door Microsoft voor de pc in 2000.
In het spel wordt een luchtgevecht nagebootst dat zich afspeelt tijdens de Tweede Wereldoorlog in de Grote Oceaan. De speler vliegt in dit gebied en heeft als doel alle Japanse vliegtuigen neer te schieten. Daarbij heeft hij de beschikking over zeven verschillende gevechtsvliegtuigen. 